# Chrysometa conspersa
Chrysometa conspersa este o specie de păianjeni din genul Chrysometa, familia Tetragnathidae. A fost descrisă pentru prima dată de Bryant, 1945. Conform Catalogue of Life specia Chrysometa conspersa nu are subspecii cunoscute.